# Мартель, Эрик
Эрик Мартель (нем. Eric Martel; родился 29 апреля 2002, Штраубинг, Германия) — немецкий футболист, полузащитник клуба «Кёльн».

## Футбольная карьера
Эрик — уроженец города Штраубинг, расположенного в земле Бавария. Воспитанник клубов «Ян Регенсбург» и «РБ Лейпциг». Принимал участие в Юношеской лиге УЕФА сезона 2019/2020. Сыграл на турнире шесть встреч, во всех выходил в стартовом составе, однако вместе с «РБ Лейпциг» не смог выйти из группы. В сезоне 2020/2021 был включён в основную команду клуба. Перед началом чемпионата подписал контракт до лета 2023 года. 22 декабря 2020 года дебютировал за «РБ Лейпциг» в поединке Кубка Германии против «Аугсбурга», выйдя на поле на замену на 88-й минуте вместо Дайо Упамекано.
В январе 2021 года Эрик отправился в полуторагодовую аренду в австрийский клуб «Аустрия». 23 января 2021 года дебютировал за новую команду в австрийской Бундеслиге поединком против «Рида», выйдя на поле в стартовом составе и удалившись на 51-й минуте. Во втором матче за клуб, против «Сваровски Тироль», отличился своим первым забитым голом в профессиональном футболе, поразив ворота соперника уже на седьмой минуте встречи. Всего в чемпионате провёл 21 игру, забил 1 мяч.
Также Эрик провёл два матча за сборную Германии среди юношей до 19 лет.